# Jindřich Nečas
Jindřich Nečas  (Praga, 14 de dezembro de 1929 – 5 de dezembro de 2002) foi um matemático tcheco e professor universitário.

## Biografia
Após passar a infância e o tempo de escola na pequena cidade de Melnik estudou de 1948 a 1952 na Universidade Carolina em Praga. Depois de passar um ano na Universidade Técnica Checa em Praga estudou e lecionou de 1953 a 1977 na Academia de Ciências da Tchecoslováquia. Lá obteve um doutorado sob orientação de Ivo Babuška em 1957. Obteve a habilitação em 1964.
Nečas orientou oito doutorandos, dentre eles os dois matemáticos tchecos Svatopluk Fučík e Vladimír Šverák gehörten. 

## Obras
Jindřich Nečas publicou com autor ou co-autor cerca de 180 publicações científicas. Destas uma especialmente destacada é o artigo publicado em 1996 On Leray's self-similar solutions of the Navier-Stokes equations, onde Nečas juntamente com os matemáticos Michael Růžička e Vladimír Šverák resolveu um problema clássico formulado por Jean Leray em 1934. 
Grande divulgação tiveram também algumas de suas monografias. São destaque suas monografias Les méthodes directes en théorie des équations elliptiques (1967) – publicada em 2012 em inglês como Direct methods in the theory of elliptic equations pela Springer-Verlag – e outras duas com a colaboração de co-autores Spectral Analysis of Nonlinear Operators (1973) e Solution of Variational Inequalities in Mechanics (1982).